# Бен Сас
Бенджамин Ерик „Бен“ Сас (роден на 22 февруари 1972 г. в Плейнвю, Небраска) е американски политик, сенатор от щата Небраска, член на Републиканската партия.